# Disinherited Son's Loyalty
Disinherited Son's Loyalty è un cortometraggio muto del 1909 diretto da Fred J. Balshofer che ne firma anche la fotografia.

## Produzione
Il film fu prodotto dalla Bison Motion Pictures per la New York Motion Picture. È il primo film prodotto dal nuovo marchio Bison, emanazione della New York Motion Picture, creato per la produzione di film western. Venne girato nel New Jersey, a Coytesville.

## Distribuzione
Distribuito dalla New York Motion Picture, il film - un cortometraggio in una bobina - uscì nelle sale cinematografiche statunitensi il 21 maggio 1909.